# Beinn Bhuidhe (Glen Fyne)
De Beinn Bhuidhe is een berg in Schotland, vlakbij het uiteinde van Loch Fyne in Argyll and Bute, in de Schotse Hooglanden. De berg is een Munro met een hoogte van 948 meter.

## Beschrijving
Beinn Bhuidhe is een Munro van 948 meter hoog die los ligt van de hoofdmassa van de Arrochar Alps. Het ligt afgelegen en weinig bezocht, ten noorden van de kop van Loch Fyne tussen de bovenloop van Glen Fyne en Glen Shira. Het is de enige hoge heuvel in een uitgestrekt, karakterloos heidegebied tussen de kop van Loch Lomond en Loch Awe. De lange bergkam heeft drie toppen, waarvan de Beinn Bhuidhe de zuidwestelijke is. Beinn Bhuidhe is veel rustiger dan de eigenlijke Arrochar Alps, deels vanwege de wandeling van 7,3 kilometer over een privéweg voordat de klim begint.

## Geografie
Beinn Bhuidhe is een grote berg met drie bergkammen in de vorm van de tanden van een drietand. De langste bergkam is de meest zuidelijke van de drie en strekt zich uit tot Clachan Hill (658 m). De kortste is de meest noordelijke en loopt tot Beinn an t-Sidhein (694 meter). Daartussen ligt de hoofdkam waarop de top ligt, die zes kilometer lang is van Tom a' Phiobaire in het zuidwesten naar Ceann Garbh (803 m) in het noordoosten. De top (948 m) ligt ongeveer halverwege deze bergkam.

## Beklimmingen
Er zijn wegen in zowel Glen Fyne als Glen Shira, maar Beinn Bhuidhe is meestal toegankelijk via de eerstgenoemde. Er zijn goede paden die toegang geven tot de lange zuidwestelijke bergkammen, maar de korte en steile route die west-noord-west loopt vanaf Inverchorachan House is het populairst.